# کوواچین (استان لهستان بزرگ)
کوواچین (به لهستانی:  Kołacin) یک روستا در لهستان است که در گمینا کشانژ ویلکوپولسکی واقع شده‌است.
 کوواچین  ۳۵۶ نفر جمعیت دارد.